# Natrona Heights (Pensilvania)
Natrona Heights es un área no incorporada de Estados Unidos en el condado de Allegheny, Pensilvania. Forma parte de la localidad de Harrison.
Se encuentra al oeste del estado, dentro del área metropolitana de Pittsburgh a 39 km al nordeste de Pittsburgh.
Cerca se encuentran el río Allegheny y las localidades de Natrona, Brackenridge y Tarentum.